# ハリー・バージェス
ハリー・バージェス（Harry Burgess、1872年2月22日 - 1933年3月18日）は、アメリカ合衆国の軍人、技術者である。最終階級は陸軍准将。
ミシシッピー州スタークビルの出身で、地元の農業機械学校 (Mississippi Agricultural and Mechanical School) で学んだ。1895年にウェストポイントにある陸軍士官学校を卒業し、陸軍工兵隊に配属された。1898年から1900年まで陸軍士官学校のインストラクターを務め、アラバマ州マッスル・ショールズの電源開発に携わるなど陸軍工兵隊で活躍し、1920年には大佐に昇格した。1924年からパナマ運河の保守管理責任者となり、1928年10月から1932年までパナマ運河地帯の総督であった。
前任者のメリウェザー・ルイス・ウォーカー准将に続き、将来の運河の交通量増加に対応するため、新たな貯水ダムの建設とガトゥン湖の最適な水量維持に努めた。バージェスは好人物で、運河の労働者たちの生活に気を配り、退職者法を制定し、学校や公共の図書館を建設するなど精力的に働いた。任期が終了した翌年の1933年3月18日にアーカンソー州ホットスプリングスで死去。アーリントン国立墓地に埋葬された。